# Шриланкийска рупия
Вижте пояснителната страница за други значения на рупия.
Шриланкийската рупия е валутата на Шри Ланка. Дели се на 100 цента. Издава се от Централната банка на Шри Ланка. Съкращението обикновено е Rs., но понякога се използва „LKR“, за да се различава от другите валути, наричани още рупия.

## История
Британскиата лира става официална парична единица на Цейлон през 1825 г., замествайки цейлонския риксдоллар в съотношение 1 паунд = 1 ⁄ риксдолара, а британската сребърна монета е законно платежно средство. Съкровищни банкноти, деноминирани в лири, са издадени през 1827 г., замествайки по-ранните риксдоларни банкноти. Банкнотите на риксдолара, които не са представени за размяна, са демонетизирани през юни 1831 г.
Индийската рупия става официална парична единица на Цейлон на 26 септември 1836 г. и Цейлон се завръща към зоната на индийската валута. Деноминираните в лири съкровищни банкноти продължават да се разпространяват и след 1836 г., заедно с рупията. Легалната валута остава британската сребърна монета и сметките се водят в лири, шилинги и пенси. Плащанията обаче се извършват в рупии и анни при „фиктивна номинална стойност“ (фиксирана счетоводна ставка) от 2 шилинга за рупия.
Банката на Цейлон е първата частна банка, която емитира банкноти на острова (1844 г.), а държавните банкноти са изтеглени през 1856 г. Индийската рупия е официално установена като неограничено законно платежно средство на 18 юни 1869 г. Рупията е децимализирана на 23 август 1871 г. По този начин рупията от 100 цента става парична единица на Цейлон и е законно платежно средство в сила от 1 януари 1872 г., заменяйки британската валута по курс от 1 рупия = 2 шилинга и 3 пенса.

## Монети
През 1872 г. са въведени медни монети от 1⁄4, 1⁄2, 1 и 5 цента, последвани през 1892 г. от сребърни 10, 25 и 50 цента. Производството на 1⁄4 цента е спряно през 1904 г. Голямата медна монета от 5 цента е заменена през 1909 г. с много по-малка монета от медно-никелова сплав, която е квадратна със заоблени ъгли. През 1919 г. чистотата на използваното сребро е намалена от .800 на .550.
Между 1940 и 1944 г. е извършена промяна на едро в монетосеченето. Производството на 1⁄2 цента спира през 1940 г., като бронзовият 1 цент е въведен през 1942 г. с намалено тегло и дебелина. През същата година никел-месингът замества медно-никеловата сплав в монетата от 5 цента и заменя среброто в монетите от 25 и 50 цента през 1943 г. През 1944 г. са въведени никел-месингови монети с номинал от 2 и 10 цента. Фестовата монета от 10 цента заменя сребърната монета от 10 цента. По-късно монети от 2 цента, издадени през 1957 г., са единствените монети от този период, които някога са изобразявали кралица Елизабет II. Монети с портрета на крал Джордж VI продължават да се издават въпреки смъртта му. През 1957 г. са издадени монети от 1 рупия с меден никел и сребърни монети от 5 рупии.
През 1963 г. е представено ново монетно копие, което пропуска портрета на британския монарх, изобразявайки вместо това оръжейното знаме на Цейлон. Издадените монети са алуминиеви 1 и 2 цента, никелово-месингови 5 и 10 цента и медно-никелови 25 и 50 цента и 1 рупия. Тези монети имат същите форми и размери от предишната серия, но са съставени от различни материали. През 1976 г. са въведени възпоменателни монети от 2 рупии и 10 странични монети от 5 рупии в ограничен тираж. През 1978 г. девалвацията накарва алуминия да замени никел-месинговата сплав в монетите от 5 и 10 цента. През 1987 г. са пуснати възпоменателни 10 рупии, които като монетата от 5 цента са квадратни с кръгли ръбове. През 1998 г. е издадена биметална възпоменателна монета от 10 рупии.

## Банкноти
От 1977 г. банкнотите се издават от Централната банка на Шри Ланка. През 1979 г. са въведени 20 банкноти, последвани от 500 и 1000 рупии през 1981 г., 200 рупии през 1998 г. и 2000 рупии през 2006 г. Шриланкийските банкноти са необичайни с това, че са отпечатани вертикално на обратната страна. През 1998 г. е издадена банкнота от 200 рупии в чест на 50-годишнината от независимостта на страната (1948 – 1998). Това е първата полимерна банкнота, издадена в Шри Ланка, и е отпечатана от „Note Printing Australia“. Всички други деноминации са отпечатани от „De la Rue Lanka Currency and Securities Print Ltd“, съвместно предприятие на правителството на Шри Ланка и „De La Rue“, печатна компания в Обединеното кралство.
Портрети на бивши министър-председатели на Шри Ланка и бивш президент Махинда Раджапакса украсяват лицевите страни на банкнотите в Шри Ланка, докато на гърбовете им са изобразени фауна и флора на Шри Ланка, пейзажи и индустрии в Шри Ланка и изображения, изобразяващи културата, историята и постиженията на Шри Ланка.